# 尼克·斯旺森
尼克·斯旺森（英語：Nicholas Roger "Nick" Swardson，1976年10月9日—）是美國的一位演員。他是喜劇節目雷諾911的固定成員。